# Коло, Дзено
Дзе́но Коло́ (итал. Zeno Colò; 30 июня 1920, Абетоне — 12 мая 1993, Сан-Марчелло-Пистойезе) — итальянский горнолыжник, олимпийский чемпион 1952 года в скоростном спуске, трёхкратный чемпион мира, многократный чемпион Италии. Универсал, успешно выступал во всех современных ему дисциплинах.
На первом послевоенном чемпионате мира, проведённом отдельно от Олимпийских игр, в 1950 году в американском Аспене был близок к тому, чтобы выиграть все три дисциплины. 14 февраля Коло выиграл гигантский слалом, через два дня стал вторым в слаломе, уступив 0,3 сек швейцарцу Жоржу Шнайдеру, а 18 февраля стал чемпионом мира в скоростном спуске.
Долгие годы был заядлым курильщиком. Умер от рака лёгких на 73-м году жизни.